# 先锋组织

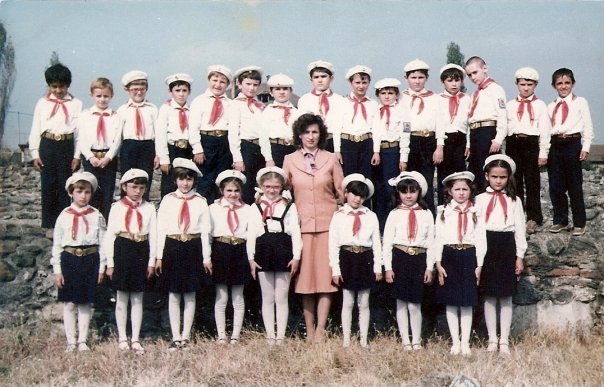
1986年二年级的新罗马尼亚先锋队员

先锋组织（羅馬尼亞語：Organizaţia Pionierilor）是罗马尼亚社会主义共和国的少年先锋队组织，由罗马尼亚共产党领导，成立于1949年4月30日。
罗马尼亚的共产主义青年联盟负责指导先锋队组织的工作。大多数罗马尼亚学生在小学二年级（7岁）时加入先锋队，八年级退出先锋队（15岁）。

## 组织
罗马尼亚的先锋运动组织按照年龄分为两个组织：
- 祖国猎鹰：4—7岁的成员。
- 先锋组织：7—15岁的成员。

先锋组织与罗马尼亚的共产主义青年联盟类似，参与许多政治和宣传活动，其目标是培养未来的罗马尼亚共产党员。1966年以前，先锋组织曾是共产主义青年联盟下属组织，但后来改为直接受罗共中央委员会领导。根据1981年统计，罗马尼亚70%的9—14岁儿童是先锋组织成员，人数为130万人。
先锋组织在罗马尼亚有许多夏令营和少年活动场所，原罗马尼亚总统府在1950年6月1日被改为少年宫。
先锋组织成员也是重要的政治宣传参与者，他们是大型集会和团体表演的核心组成部分。自1950年代开始，每年的八二三起义、五一劳动节、青年节和十月革命节以及列宁、斯大林的生日均要举行庆祝。后来，大约3000—5000名先锋组织成员每月在布加勒斯特参与各种与庆典相关的训练。

## 象征
少先队员的制服即是他们的学校制服，佩戴带有红、黄、蓝罗马尼亚国旗三色边的红领巾。
少先队员也会有一些个人荣誉，如“优秀少先队员”、“勇敢者”、“爱国优秀少先队员”、“少先队员荣誉”等，也有一些集体荣誉，常在每年年末时颁发。